# I Got You (Leona Lewis)
I Got You is een single uit 2010 van Leona Lewis. Het nummer is afkomstig van haar tweede album Echo.